# Robert De Niro Sr.
Robert Henry De Niro, lepiej znany jako Robert De Niro Sr. (ur. 3 maja 1922 w Syracuse, zm. 3 maja 1993 w Nowym Jorku) – amerykański malarz i rzeźbiarz abstrakcyjny. Ojciec aktora Roberta De Niro Jr.

## Życiorys
Urodził się i dorastał w Syracuse w stanie Nowy Jork jako najstarsze z trójki dzieci Helen M. (z domu O’Reilly; 1899-1999) i Henry’ego Martina De Niro (1897–1976). Jego matka była Irlandką, a ojciec był pochodzenia włoskiego. Wychowywał się z bratem Johnem i siostrą Joan. W latach 1939–1940 studiował w renomowanej Black Mountain College pod kierunkiem Josefa Albersa. 
Studiował w Provincetown w Massachusetts u Hansa Hoffmana w letniej szkole, gdzie poznał Virginię Holton Admiral. Pobrali się 27 stycznia 1942. Mieli syna Roberta De Niro Jr. (ur. 17 sierpnia 1943). Para zamieszkała w nowojorskiej dzielnicy Greenwich Village, wynajmując mieszkanie na poddaszu jednego z budynków. Oboje zajmowali się malarstwem. W gronie ich bliskich przyjaciół znajdowali się wówczas pisarze Henry Miller i Anaïs Nin, dramaturg Tennessee Williams oraz aktorka i słynna berlińska tancerka Valeska Gert. Wkrótce po jego urodzeniu Admiral i De Niro znaleźli się w stanie separacji, a w 1945 rozwiedli się. De Niro Sr. opuścił żonę i 3-letniego wówczas Roberta juniora, gdy zdał sobie sprawę, że jest homoseksualistą. Romansował z poetą Robertem Duncanem. Pozostał jednak obecny w życiu syna przez całe życie. 

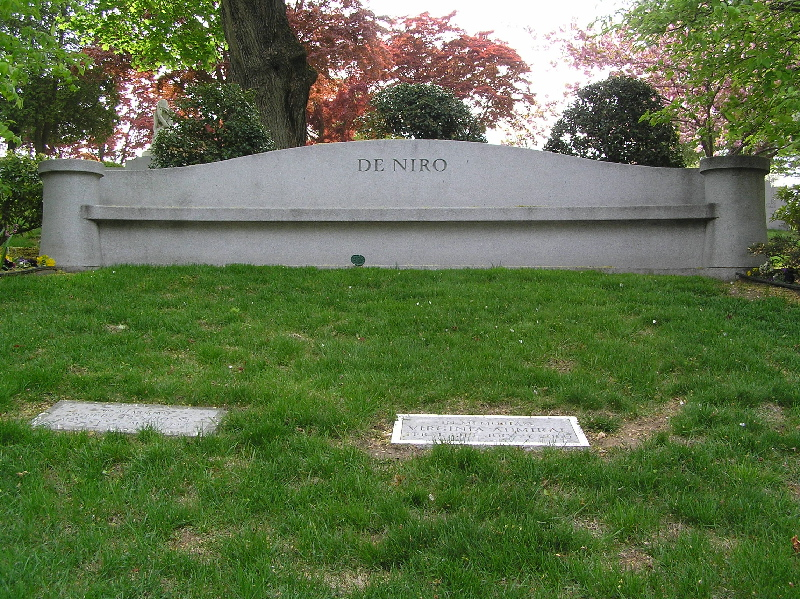
Rodzinny grobowiec rodu De Niro na Kensico Cemetery.

Powszechnie wiedziano, że był profesjonalistą, który przemalowywał swoje płótna, aż poczuł, że jego praca jest idealna. Przez całe swoje życie doświadczał ataku depresji. We wczesnych latach 60. był artystą wizytującym na Uniwersytecie Stanu Michigan. Zmarł 3 maja 1993 na raka w wieku 71 lat. Został pochowany na Kensico Cemetery w Valhalli w Nowym Jorku. Jego syn pośmiertnie zadedykował mu wyreżyserowany przez siebie film Prawo Bronksu (A Bronx Tale, 1993). W 2014 powstał film dokumentalny HBO Wspominając artystę: Robert de Niro senior (Remembering the Artist: Robert De Niro, Sr.).